# Nicolas Belgický
Princ Nicolas Belgický, celým jménem Nicolas Casimir Marie (* 13. prosince 2005, Tervuren) je druhým dítětem belgického prince Laurenta a princezny Claire. V současné době je patnáctý po své sestře v linii nástupnictví na belgický trůn.

## Biografie
Princ Nicolas se narodil předčasně 13. prosince 2005 ve Fakultní nemocnici Saint-Luc ve Woluwe-Saint-Lambert. Má starší sestru, princeznu Louise (nar. 2004), a mladší dvojče, prince Aymerica.
Jména kmotrů a kmotřenek nebyla nikdy odhalena a on a jeho bratr byli veřejnosti ukázáni šest měsíců po jejich narození.
Žije se svou rodinou ve Villa Clementine v Tervurenu a je vzděláván na francouzském lyceu Jean Monet v Uccle.
Dne 29. května 2014 přijal se svým bratrem princem Aymericem první svaté přijímání v Sainte-Catherine Bonlez, čtvrti Chaumont-Gistoux v provincii Valonský Brabant, za účasti královské rodiny.

## Tituly a oslovení
Jeho plný titul a oslovení je „Jeho královská výsost princ Nicolas Casimir Marie Belgický“.
Kvůli reformě v roce 2013 nedostane princ Nicolas žádné peníze a nebude mít žádnou oficiální roli. Stejně, protože je pouze vnukem panovníků, nebude moci svým dětem předávat titul „princ belgický“, ale pouze titul knížete ze Saska-Kobursko-Gothajska (název původu dynastie).